# Thaddäus Damm
Carl Thaddäus Damm, auch Thadäus Damm (* 16. Oktober 1775 in Karlsbad; † 17. Februar 1826 in Prag) war ein Beamter während der Habsburgermonarchie.

## Leben
Thaddäus Damm war das vierte Kind des Karlsbader Messerschmieds Carl Damm und dessen Ehefrau Anna (geb. Polz).
Aus finanziellen Gründen konnten seine Eltern ihm erst zu Ostern 1789 gestatten, sich zu einem Studium an der Universität Prag zu immatrikulieren. Zur Vorbereitung auf das Studium erhielt er in Prag Privatunterricht durch Anton Fölkl, der später als Professor für Astronomie und Mathematik an die Universität Lissabon berufen wurde. Nach einem achtmonatigen Unterricht in lateinischer Sprache bestand er bei den Professoren des dortigen Altstädter Gymnasiums die Prüfung, sodass er in dem Schuljahr 1789/1790 an der Schule aufgenommen wurde.
Nach Beendigung des Gymnasiums studierte er von 1794 bis 1796 Philosophie und darauf bis 1800 Rechtswissenschaften an der Universität Prag; nebenbei hörte er die Vorlesungen von Franz Anton Leonard Herget (1741–1800) sowie Karl Heinrich Seibt und erlernte weitere ausländische Sprachkenntnisse. In seiner Freizeit zeichnete er und fertigte Tischler- und Drechslerarbeiten, die er dann auch verkaufte.
Er begann 1801 als Konzept-Praktikant im Elboger Kreisamt, 1802 wurde er Konzept-Praktikant beim dortigen Gubernium; 1805 kehrte er als Kreissekretär zum Kreisamt Elbogen zurück.
1807 erfolgte seine Ernennung zum dritten Kreiskommissar in Saaz; in dieser Funktion wurde ihm 1808 für einige Monate die Führung der Polizeiinspektion in Franzensbrunn (auch Franzensbad) übertragen. Kurz darauf wurde er Politischer Kommissar, und ihm wurde die Organisation der Landwehr im Saazer Kreis übertragen; nach seinem Vorschlag wurde seine Organisation der Landwehr zum Muster für die anderen Landwehren aufgestellt.
Er wurde 1812 zum zweiten Kreiskommissar ernannt und kam als solcher 1813 in die Festung Theresienstadt, wo er die Leitung des Naturalien-Transports zum Belagerungskorps von Dresden (siehe auch Schlacht um Dresden) übertragen bekam. In dieser Zeit wurde er bestohlen und verlor hierbei nicht nur sein privates Vermögen, sondern auch die ihm anvertrauten öffentlichen Gelder. Obwohl der Täter gefasst werden konnte und die Tat gestand, war ein großer Teil der Gelder bereits verschwunden. Hierauf erhielt er von verschiedener Seite Hilfe, und die kaiserliche Kasse erhielt von einigen Persönlichkeiten Geld zugesandt, dazu boten die Einwohner des Wohnortes des Täters einen größeren Teil des verschwundenen Geldes als Geschenk an. Als Kaiser Franz II. hiervon Kenntnis erhielt, erließ dieser die Forderung und ordnete die Rückzahlung des verschwundenen Betrages durch die Regierung an.
Nachdem Thaddäus Damm mehrmals russische Kolonnen durch Böhmen geführt hatte, wurde er 1815 als Gouvernementsrat in das Gouvernement Dijon nach Frankreich berufen. Nachdem er aus Frankreich zurückgekehrt war, wurde er als untergeordneter österreichischer Vermittlungskommissar an die Kommission abgeordnet, die die Grenzberichtigung zwischen Preußen und Sachsen (siehe auch Teilung des Königreiches Sachsen) regelte. Von hier kam er 1816 als zweiter Kreiskommissar nach Elbogen zurück und erhielt für mehrere Monate die Leitung des Elbogener Kreises.
Im Juni 1816 wurde er als erster Kreiskommissar für das Hausruckviertel in Österreich ob der Ens befördert, bevor er 1820 als böhmischer Gubernialrat nach Prag versetzt wurde; 1821 wurde er zum Wirklichen Gubernialrat befördert.

## Ehrungen und Auszeichnungen
Aufgrund seiner Verdienste für die Versorgung des Belagerungskorps in Dresden bekam Thaddäus Damm 1815 das silberne Zivil-Ehrenkreuz von Kaiser Franz II. verliehen.